# Alpha-hexachlorocyclohexane
Pour les articles homonymes, voir HCH.
L'α-hexachlorocyclohexane, aussi noté alpha-HCH, est un composé organochloré analogue au lindane (γ-HCH), dont il ne diffère que par l'orientation d'un chlore. Contaminant de l'environnement au même titre que le pesticide dont il dérive, et dont il était une impureté, il est considéré comme un polluant organique persistant.